# Irena Dryll-Gutkowska
Irena Dryll-Gutkowska (ur. 1937, zm. 3 grudnia 2020) – polska dziennikarka specjalizująca się w tematyce gospodarczej.

## Życiorys
Karierę zawodową zaczynała w łódzkim Tygodniku Robotniczym. Później pracowała w redakcji Dziennika Łódzkiego i Trybuny. Przez 40 lat była publicystką Życia Gospodarczego. W ostatnim okresie życia publikowała również w Dialogu oraz internetowym Studiu Opinii. W latach 1978–1980 piastowała funkcję wiceprzewodniczącej Stowarzyszenia Dziennikarzy Polskich. Działała również w Centrum Partnerstwa Społecznego „Dialog” im. Andrzeja Bączkowskiego.
W 2005 została odznaczona Krzyżem Komandorskim Orderu Odrodzenia Polski. W 1978 została jej nadana Złota odznaka honorowa „Za Zasługi dla Warszawy”.
Zmarła 3 grudnia 2020. Została pochowana na cmentarzu w Ursusie.